# Список позаземних дюнних полів
Це — список дюнних полів, які перебувають за межами Землі і яким Міжнародний астрономічний союз (МАС) присвоїв офіційні назви. Дюнні поля іменують відповідно до правил планетної номенклатури МАС. Відповідним астрогеологічним терміном, що позначає цей різновид рельєфу, є слово undae. Станом на 2006 рік було відомо лише два космічні тіла окрім Землі, на яких присутні дюнні поля з офіційно затвердженими назвами, а саме — Марс та Венера. Пізніше такі поля було виявлено на супутнику Сатурна — Титані.

## Венера
На Венері є три дюнні поля, яким були офіційно присвоєні назви. Вони отримують назви згідно з правилами МАС — на честь пустельних богинь. Їх найменування перелічені нижче:
- Al-Uzza Undae 67,7 пн. ш. 90,5 сх. д. — назване на честь Уззи, арабської богині пустелі.
- Menat Undae 24,8 пн. ш. 339,4 сх. д.
- Ningal Undae 9,0 пн. ш. 60,7 сх. д. — назване на честь Нінгаль, дружини шумерського бога пустелі Сіна.

## Марс

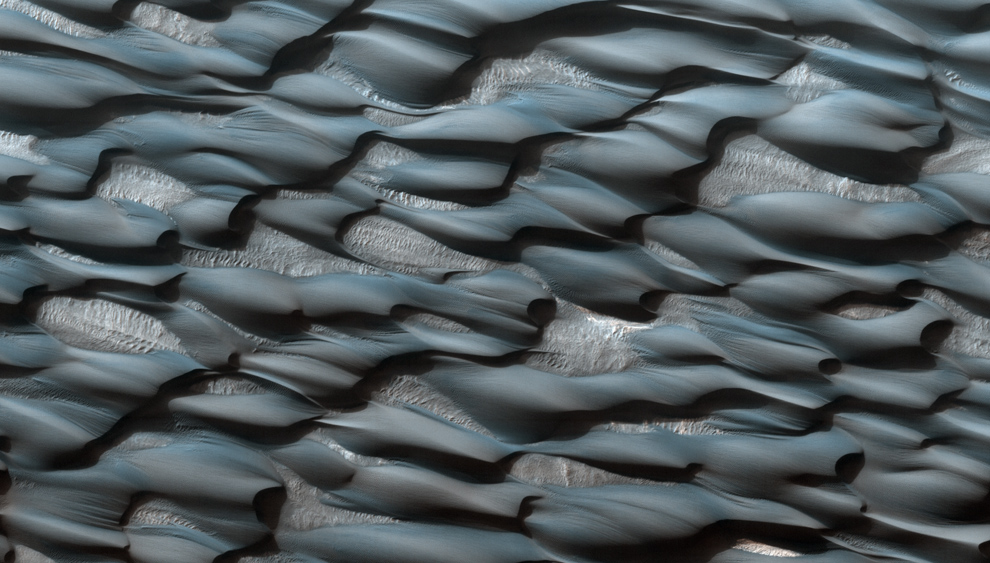
Дюни у Abalos Undae, Марс. Ці дюни мають синювате забарвлення (підсилені кольори) тому, що вони містять переважно базальтовий пісок, тоді як червонувато-білі місця, найімовірніше, просто вкриті пилом.

Існує п'ять дюнних полів, яким були офіційно присвоєні назви. За правилами МАС заведено присвоювати їм назви найближчих класичних альбедо-деталей. Всі п'ять цих полів розташовані між 75° пн. ш., та 85° пн. ш., поміж Planum Boreum та Vastitas Borealis. Ці дюнні поля простягаються на 200 градусів довготи. Вони перераховані нижче:
- Abalos Undae[2]
- Hyperboreae Undae
- Olympia Undae
- Siton Undae
- Aspledon Undae

На додачу, в рамках місії MER, марсохід «Спіріт» із 706-го по 710-й сол досліджував невелике дюнне поле із неофіційною назвою Ельдорадо (El Dorado), розташоване на південному боці кратера Гусєв. Аналізи порід з Ельдорадо показали, що дюни тут утворені із чорного, нанесеного вітром піску, який є «добре підібраним, добре заокругленим та багатим на олівін».

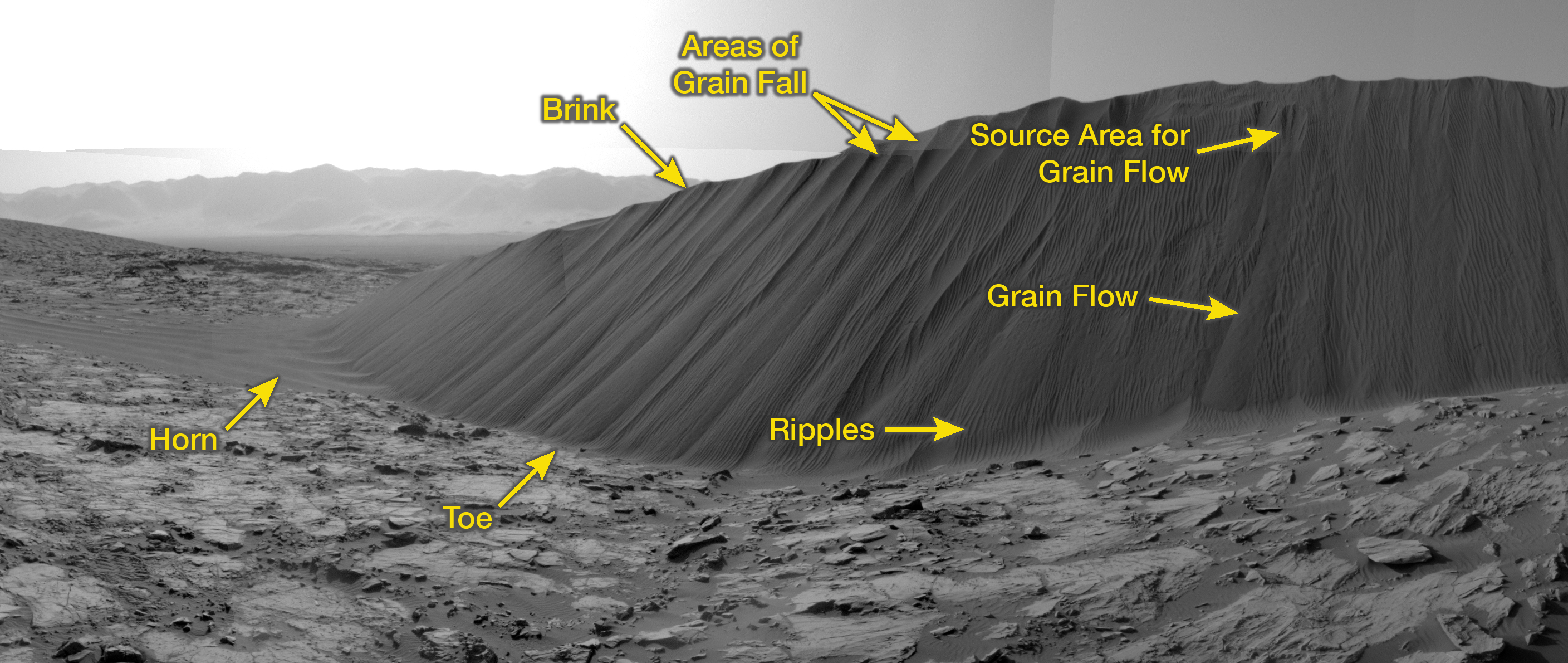
Піщана дюна Наміб (підвітряна сторона) на Марсі
(Марсохід «К'юріосіті»; 17 грудня 2015).

## Титан
- Aztlan[5]
- Belet[6]
- Fensal[6]
- Senkyo[5]
- Shangri-La[5]